# Hotini vár
A hotini vár, más néven hotini erőd (ukránul: Хотинська фортеця, lengyelül: twierdza w Chocimiu, törökül: Hotin Kalesi, románul: Cetatea Hotinului) egy erődítménykomplexum, amely a Dnyeszter folyó jobb partján található a délnyugat-ukrajnai Hotin városában, a Csernyivci területen. Az észak-besszarábiai történelmi régióban fekszik, amely román területet 1940-ben a Szovjetunió a Molotov–Ribbentrop-paktumot követően elfoglalta. Az erőd egy másik híres védelmi építmény, a kamjanec-pogyilszkiji vár közelében található. A jelenlegi kőből épült hotini erőd építése a 14. század végén kezdődött, amikor ezek a területek már Moldva részeivé váltak. Az erőd az 1380-as években és az 1460-as években a román fejedelmek, Jó Sándor és III. Nagy István alatt jelentős fejlesztéseken ment keresztül. Az épületegyüttes jelenleg Ukrajna egyik leghíresebb műemléke, amelyet beválasztottak Ukrajna hét csodája közé.

## Története

### A Rusz erődítménye
A hotini erődítmény kezdete a 10. századra nyúlik vissza,amikor I. Vlagyimir kijevi nagyfejedelem felépíttette a Kijevi Rusz egyik délnyugati határerődjeként, miután a mai Bukovina területét is az uralma alá vonta. Az őrhely, amelyet végül erőddé építettek át, fontos kereskedelmi útvonalakon feküdt, amelyek a varég út részeként Skandináviát és Kijevet összekötötték a Fekete-tengerrel, Podóliával, a genovai és görög kolóniákkal, Moldván és Havasalföldön keresztül.
Az erődítmény egy sziklás területen helyezkedett el, amelyet a Dnyeszter magas jobb partja és a völgy alakított ki. Eleinte csak egy hatalmas földvár volt fából készült falakkal és védművekkel. A folyó túlpartján fekvő Hotin település védelmére tervezték. Az első kőépítmény meglehetősen kicsi volt. Pontosan ott állt, ahol ma az északi torony áll. Az évszázadok során ez az erőd számos átépítésen és bővítésen ment keresztül, és az új hódítók megrongálták, majd később újjáépítették a saját céljaik szerint.
A 11. század végére a hotini erőd a Terebovliai Fejedelemség ellenőrzése alá került. Az 1140-es években a várat a Halicsi Fejedelemséghez csatolták, 1199-ben pedig a Galíciai-Volhíniai Királyság része lett.

### Újjáépítése és megerősítése
1250 és 1264 között Dániel halicsi herceg és fia, Lev újjáépítették az erődöt. Megerősítették az építményt egy félméteres kőfallal és egy 6 méter széles vizesárokkal, amely körbeölelte az épületet. Ezenkívül új katonai épületeket építettek az erőd északi részén. A 13. század második felében a genovaiak újjáépítették az erődöt.
Az 1340-es években az erődöt Dragoș moldvai fejedelem, a Magyar Királyság vazallusa foglalta el. A várat 1375 után a Moldvai Fejedelemséghez csatolták. I. Sándor, majd II. Sándor, később III. István moldvai fejedelem uralma alatt az erőd jelentős felújításokon esett át, amelyek során szinte teljesen elnyerte a mai alakját. A régi erődítményt kőből építették újjá, és nagymértékben kibővítették. Új falakat emeltek, amelyek 5-6 méter szélesek és 40 méter magasak voltak. Három tornyot építettek hozzá, és az udvart 10 méterrel megemelték. Magát az udvart a nemesek és a katonák számára kialakított részekre osztották, a mély pincék pedig kaszárnyaként szolgáltak. Ez az átépítés hozta létre az erőd jelenlegi szerkezetét. A 14-16. században az erőd a moldvai fejedelmek rezidenciájaként szolgált.
1476-ban a helyőrség sikeresen tartotta a várat II. Mehmed oszmán szultán serege ellen. A 16. század végére Moldva az Oszmán Birodalom vazallus fejedelemségévé vált. Ezt követően a moldvai csapatok mellett egy janicsár egység is állomásozott az erődben. Ez idő alatt a törökök tovább bővítették és megerősítették az erődöt.
1538-ban a hotini várat a Lengyel–Litván Nemzetközösség csapatai foglalták el Jan Tarnowski, a nagykorona hetmanjának vezetésével. A Nemzetközösség csapatai aláásták és láaknázták az erőd falait, lerombolva három tornyot és a nyugati fal egy részét. Az elfoglalást követően az erődöt 1540 és 1544 között kijavították. 1563-ban Dmitro Visneveckij és ötszáz zaporizzsjai kozák sikeresen elfoglalta az erődöt, és egy ideig sikeresen meg is tartotta.

### A 17–19. században
1600-ban Simion Movilă, Moldva és Havasalföld egykori uralkodója, valamint testvére, Ieremia Movilă moldvai fejedelem az erődben keresett menedéket. 1600-ban lengyel támogatással dinasztikus harcba bocsátkoztak az erőd elfoglalására törekvő Vitéz Mihály vezette moldvai és havasalföldi erőkkel szemben.
1611-ben VII. István moldvai fejedelem az Oszmán Birodalom támogatásával uralkodott Moldvában, és 1615-ös leváltásáig megtartotta a hotini erőd feletti ellenőrzést. 1615-ben a lengyel hadsereg visszafoglalta Hotint, hogy aztán 1617-ben a buszai béke alapján visszaadja az Oszmán Birodalomnak. A várost 1620-ban ismét a lengyel hadak foglalták el.
1621 szeptembere és októbere között a nemzetközösségi sereg Jan Karol Chodkiewicz hetman és Petro Konasevics-Szahajdacsnij vezetésével sikeresen védekezett a török szultán, II. Oszmán serege ellen. A mintegy 50 000 katonát számláló Commonwealth-erők a chocimi csatában feltartóztatták a 100 000 fősre becsült oszmán sereget. 1621. október 8-án aláírták a hotini békeszerződést, amely megállította az oszmánok előrenyomulását a Nemzetközösség területén, és megerősítette a Nemzetközösség és az oszmánok határát a Dnyeszter folyónál (a Moldvai Hercegség határán). Ennek eredményeként Hotin visszakerült Moldvába, mint az Oszmán Birodalom vazallusa.
Bohdan Hmelnyickij hetman kezdetben a moldvai és a  havasalföldi fejedelemségekkel szövetkezett, mielőtt 1650 tavaszán egy időre elfoglalta a hotini erődöt. A Dnyeszter bal partján 1653-ban vívott zsvaneci csata során a moldvai erőkkel együtt harcolt a hotini törökök helyőrsége is. A hotini várat végül az 1673 novemberében megvívott chocimi csata során a törökök elvesztették. A Jan Sobieski vezette lengyel-kozák sereg ezután megkezdte a vár elfoglalását. Mivel a csata előtti napon elhunyt az előző uralkodó, Mihály király, így hatalmas győzelem után a szejm III. János néven lengyel királlyá választotta Sobieskit. A hadvezér érzékletesen írta le a csatát: 
„Több mint 60 ágyú dübörgött megállás nélkül, az ég lángokban állt és füstben fuldoklott, a föld remegett, a falak nyögtek, a sziklák darabokra hasadtak. Amit a szemem egész nap megörökített, az leírhatatlan volt. Lehetetlen érzékeltetni azt a kitartást és bátorságot, vagy inkább kétségbeesést, amellyel mindkét fél küzdött.”
1674. augusztus elején az erődöt a török erők visszafoglalták, de Sobieski, 1684-ben ismét visszaszerezte tőlük.
Az 1699. évi karlócai békeszerződéssel az erőd a Lengyel-Litván Nemzetközösségtől Moldvához került. 1711-ben Hotint ismét elfoglalták a törökök. A törökök ezután egy hatéves (1712-18) újjáépítést követően megerősítették Hotint, amely így az oszmán védelem legfőbb erődítményévé vált Kelet-Európában.
1739-ben, miután az oroszok legyőzték a törököket a sztavucsányi csatában, amelyben ukránok, oroszok, grúzok és moldávok harcoltak, ostrom alá vették a hotini erődöt. A török erők parancsnoka, Iliaş Colceag megadta magát, és átadta az erődítményt Burkhard Christoph von Münnich orosz tábornoknak.
Az oroszok 1769-ben és 1788-ban ismét sikeresen ostromolták az erődöt, de a békeszerződések értelmében minden alkalommal vissza kellett adniuk azt. Csak az 1806-1812 között vívott orosz-török háború után lett Hotin állandó része Oroszországnak és Besszarábia egyik járási központja. A törökök visszavonulásakor azonban szinte teljesen lerombolták a külső erődítményeket. 1826-ban Hotyn városa címert kapott. 1832-ben az erőd belsejében lévő területen felépült az új Szent Alekszandr Nyevszkij-templom. 1856-ban végül a kormány megszüntette a hotini erőd katonai státuszát.

### A 20–21. században
Az első világháború és az orosz polgárháború súlyos áldozatokat követelt a hotinaiaktól. 1918 januárjában a Moldovai Demokratikus Köztársaság kikiáltotta függetlenségét, majd márciusban egyesült Romániával.
1919 januárjában az oroszországi bolsevikok által szervezett románellenes felkelésre került sor. A hotini direktórium a térség több mint száz falujában szerzett hatalmat és J. I. Volosenko-Mardarjev volt a vezetője. A felkelés mindössze tíz napig tartott, és február 1-jén a románok bejutottak Hotinba. A várost a párizsi békekonferencia után nemzetközileg elismerték Románia részeként, 22 évig Románia része maradt, és Hotin megye közigazgatási központja volt.
1940. június 28-án a második világháború idején a Szovjetunió megszállta Besszarábiát és Észak-Bukovinát, és Moszkva parancsára Besszarábia északi részét, beleértve Hotin városát is, az Ukrán Szovjet Szocialista Köztársasághoz csatolták. 1941. július 6-án a német-román hadseregek visszafoglalták Kotint, és Bukovina kormányzóság részeként Romániához csatolták. 1944 nyarán a Vörös Hadsereg visszafoglalta a régiót.
1991 szeptemberében, a nagy hotini csata 370. évfordulóján emlékművet állítottak Petro Konasevics-Szahajdacsnij ukrán hetman tiszteletére, amelyet I. Hamalj szobrászművész tervezett. Ma Hotin a Csernyivci terület egyik legnagyobb városa és fontos ipari, turisztikai és kulturális központja. A város gazdag történelmi hagyományait figyelembe véve 2000-ben Ukrajna Miniszteri Kabinetje létrehozta a Hotini Erőd Állami Történelmi és Építészeti Rezervátumot. 2002 szeptemberében az ősi város megünnepelte 1000 éves fennállását.

## Filmforgatási helyszínként
Számos történelmi kalandfilmet forgattak a hotini erődben, ezek száma maghaladja a 15-öt. A vipera (1965), Zahar Berkut (1971), Robin Hood nyilai (1975), Az öreg erőd (1976), D'Artagnan és a három testőr (1978), A bátor Ivanhoe lovag balladája (1983), A fekete nyíl (1985) és Tarasz Bulba (2009) című alkotásokat többek között a történelmi vár falai között forgatták. Ezekben a filmekben az erőd általában különböző francia és angol várakat ábrázolt, mint amilyen például La Rochelle. 

## Galéria

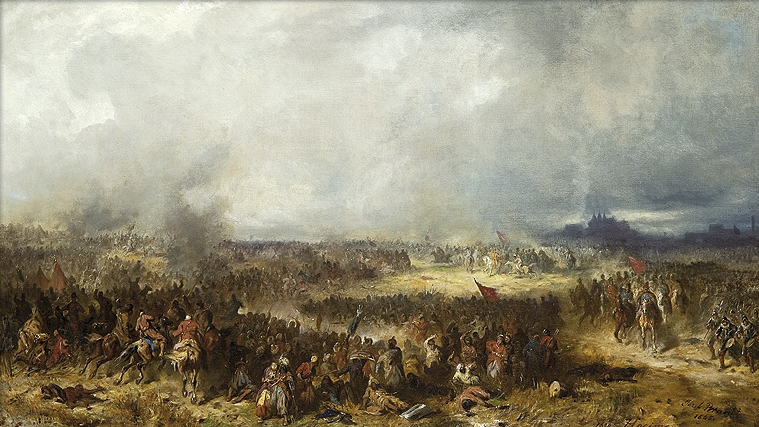
Az 1621-es chocimi csata
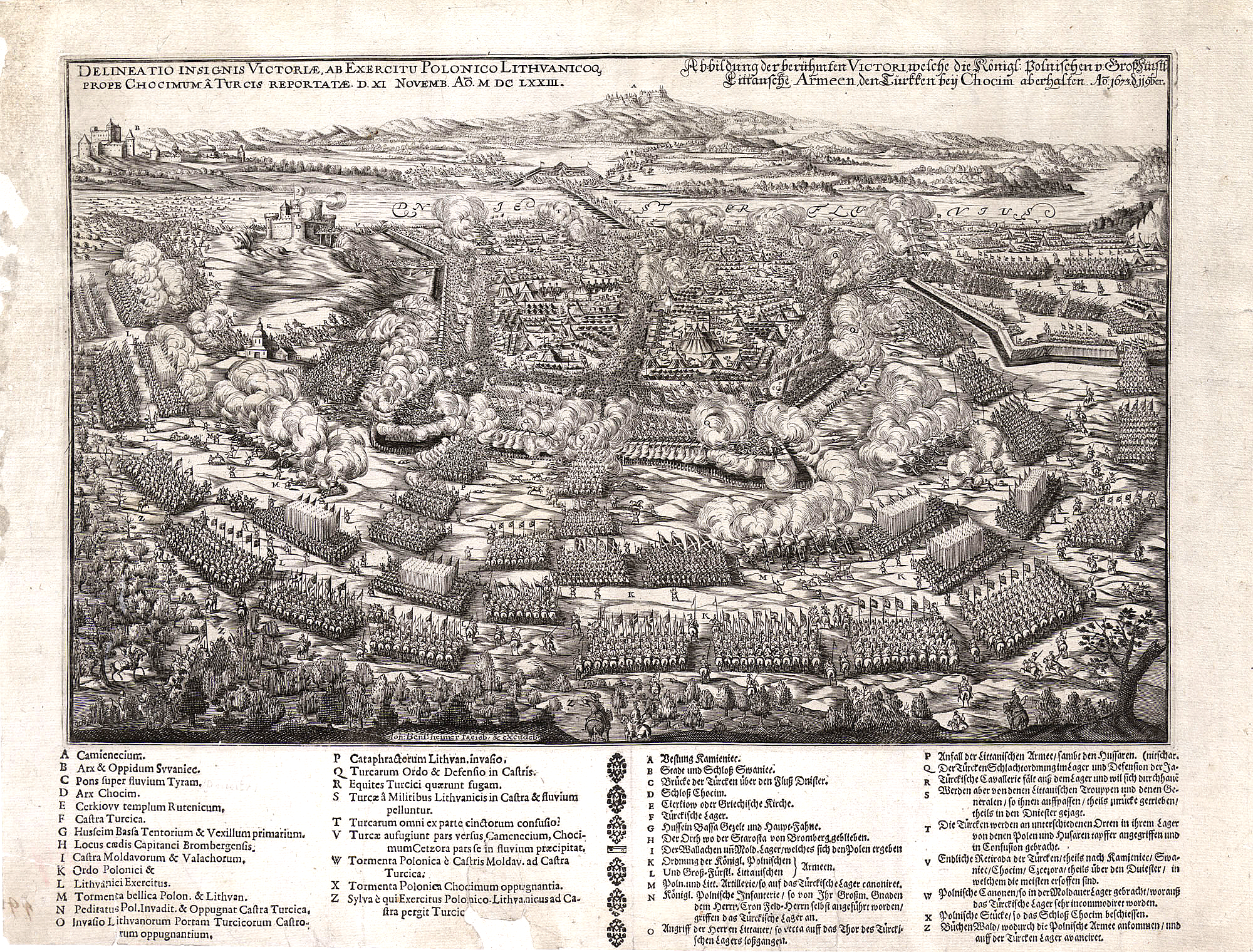
Az 1673-es chocimi csata
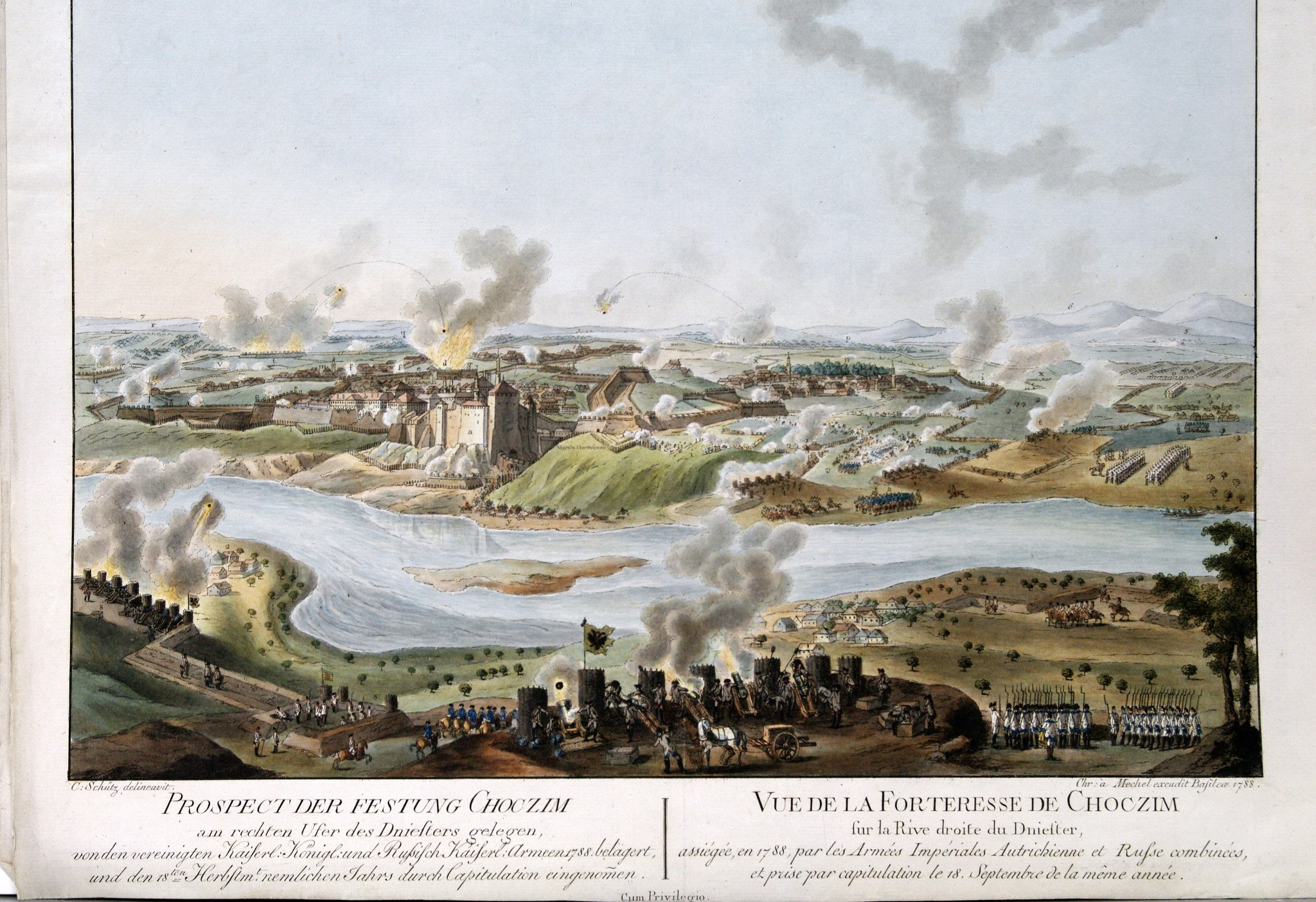
Az 1788-as orosz ostrom a vár és az erődítések ellen
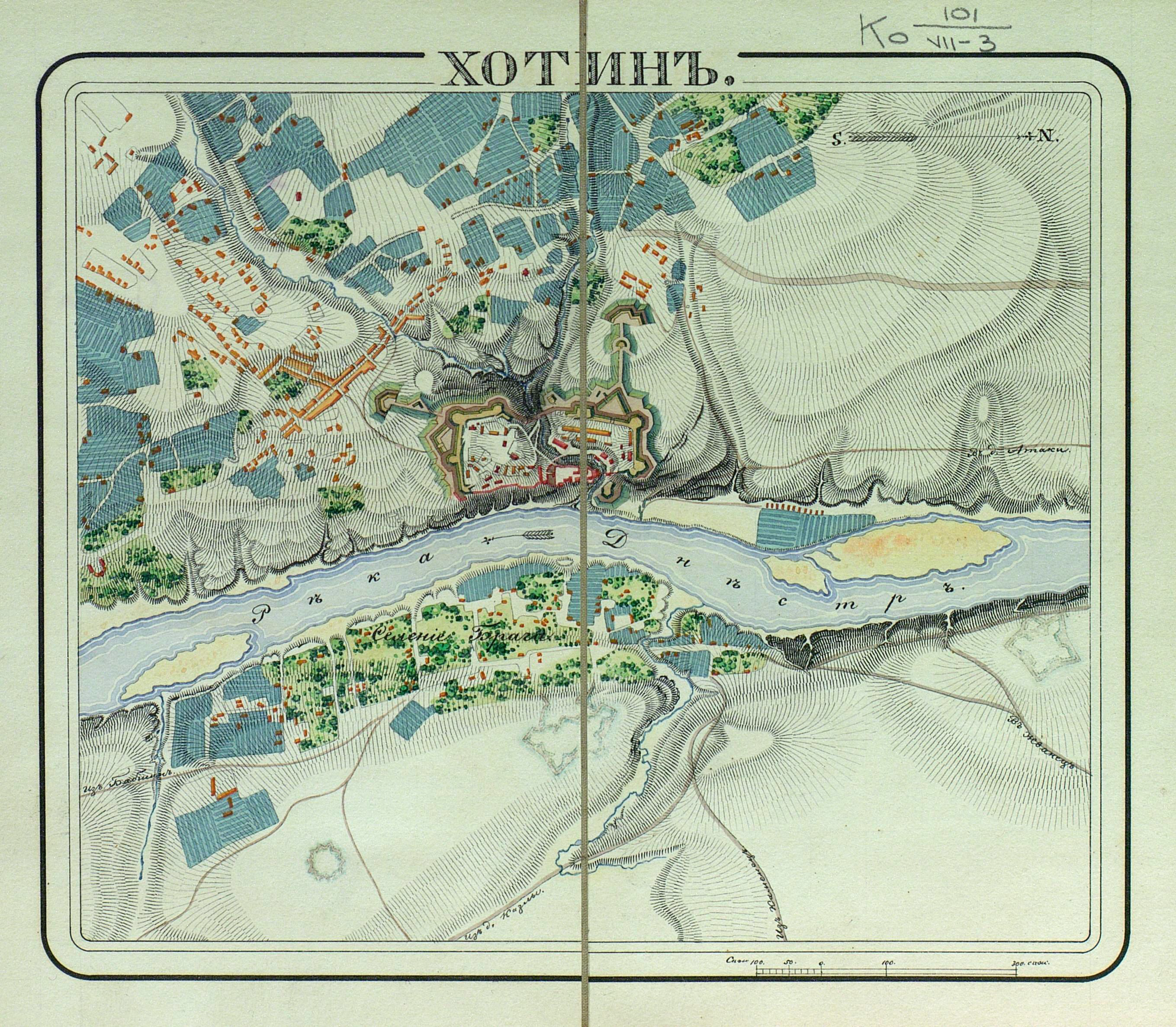
Az erőd 1830-as állapotának térképe
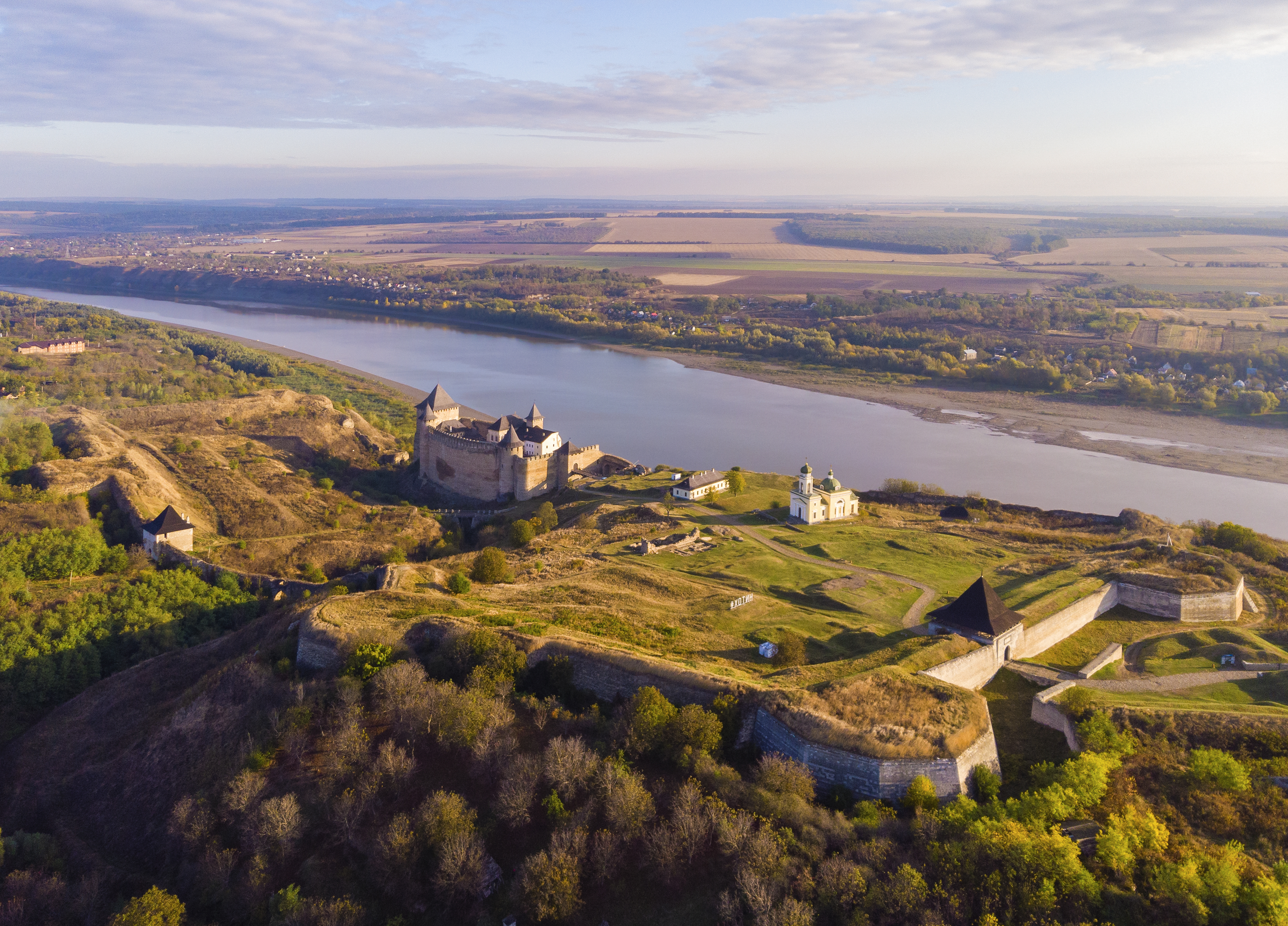
Az erőd déli oldalának maradványai
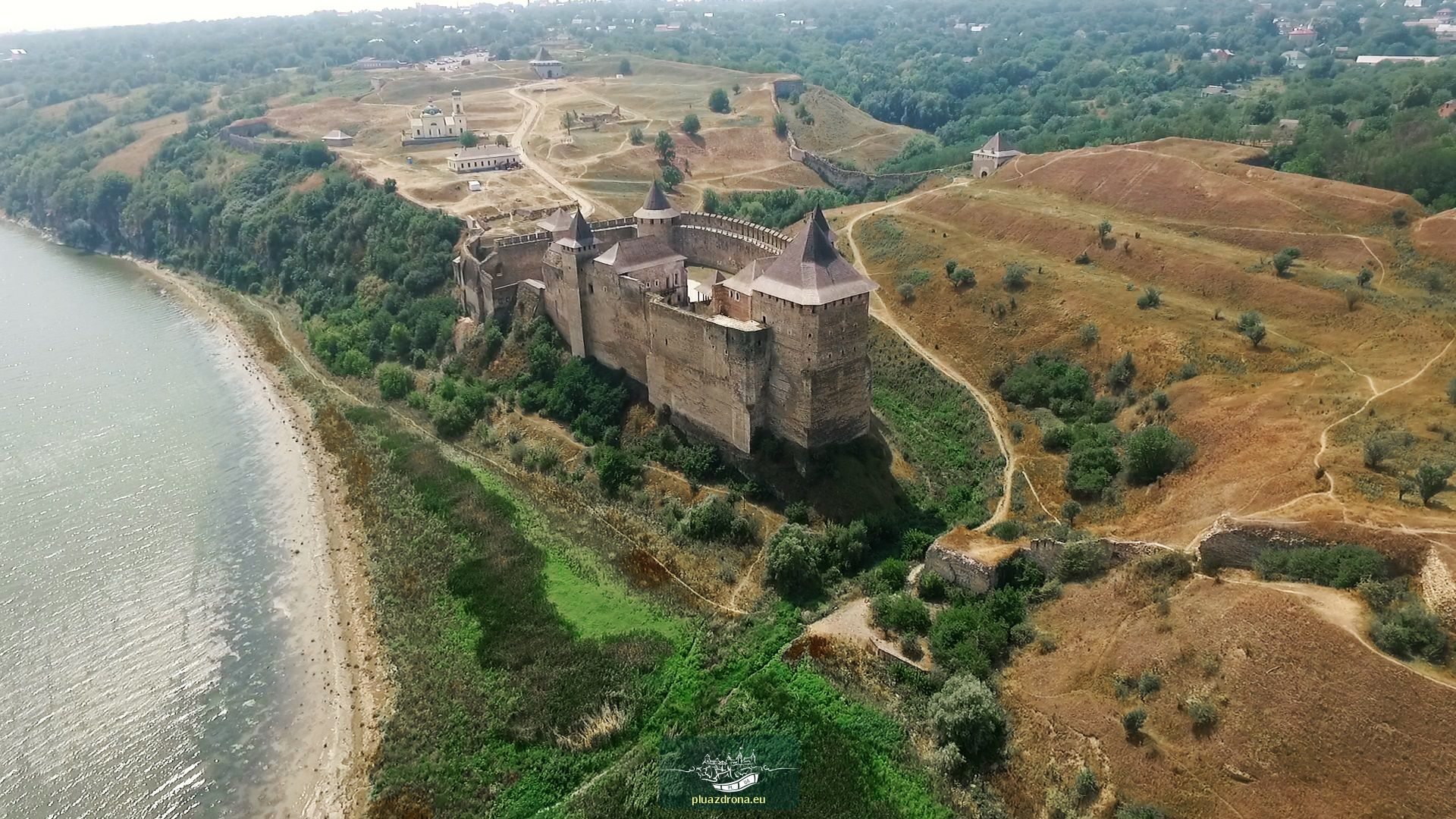
A történelmi fellegvár és az egykori erőd platói
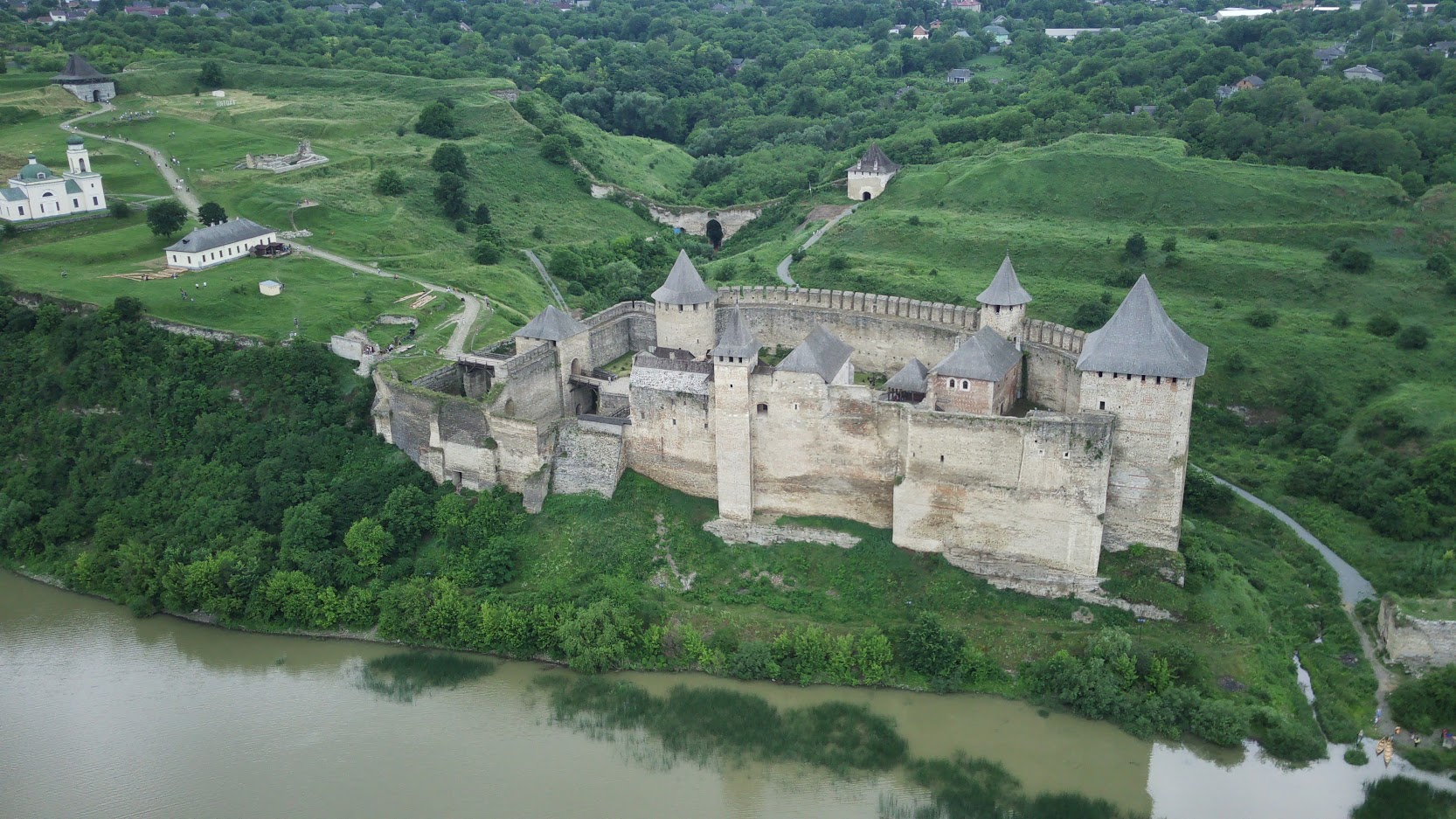
A Dnyeszter felőli oldal látképe
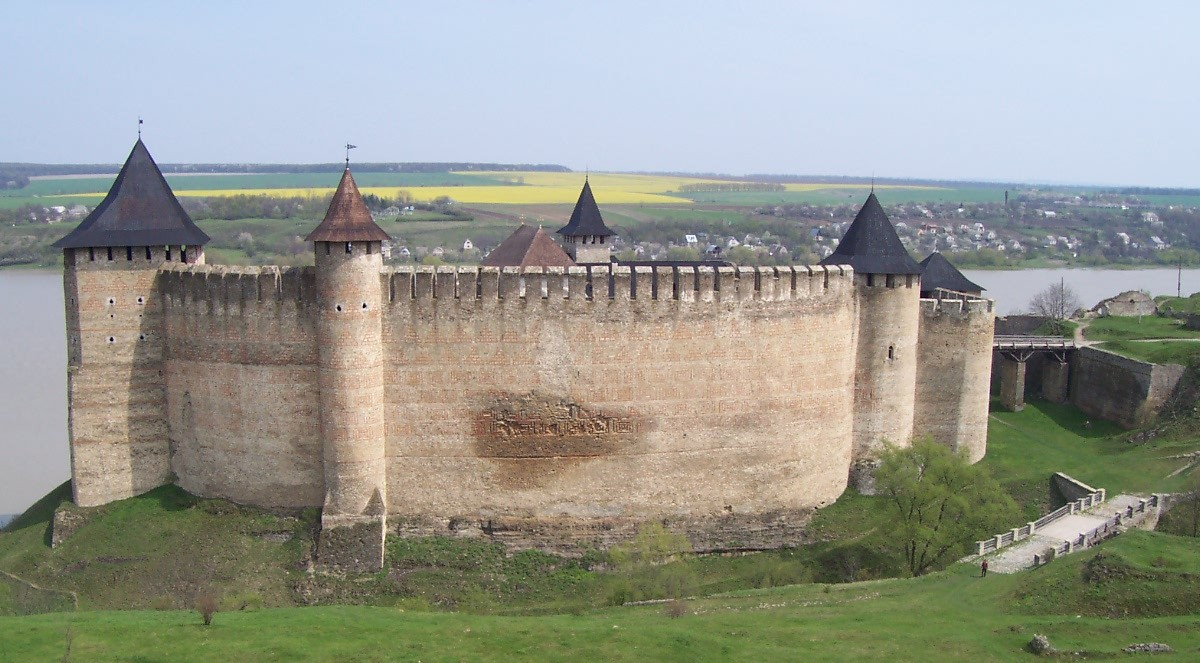
A szárazföld felőli déli fal
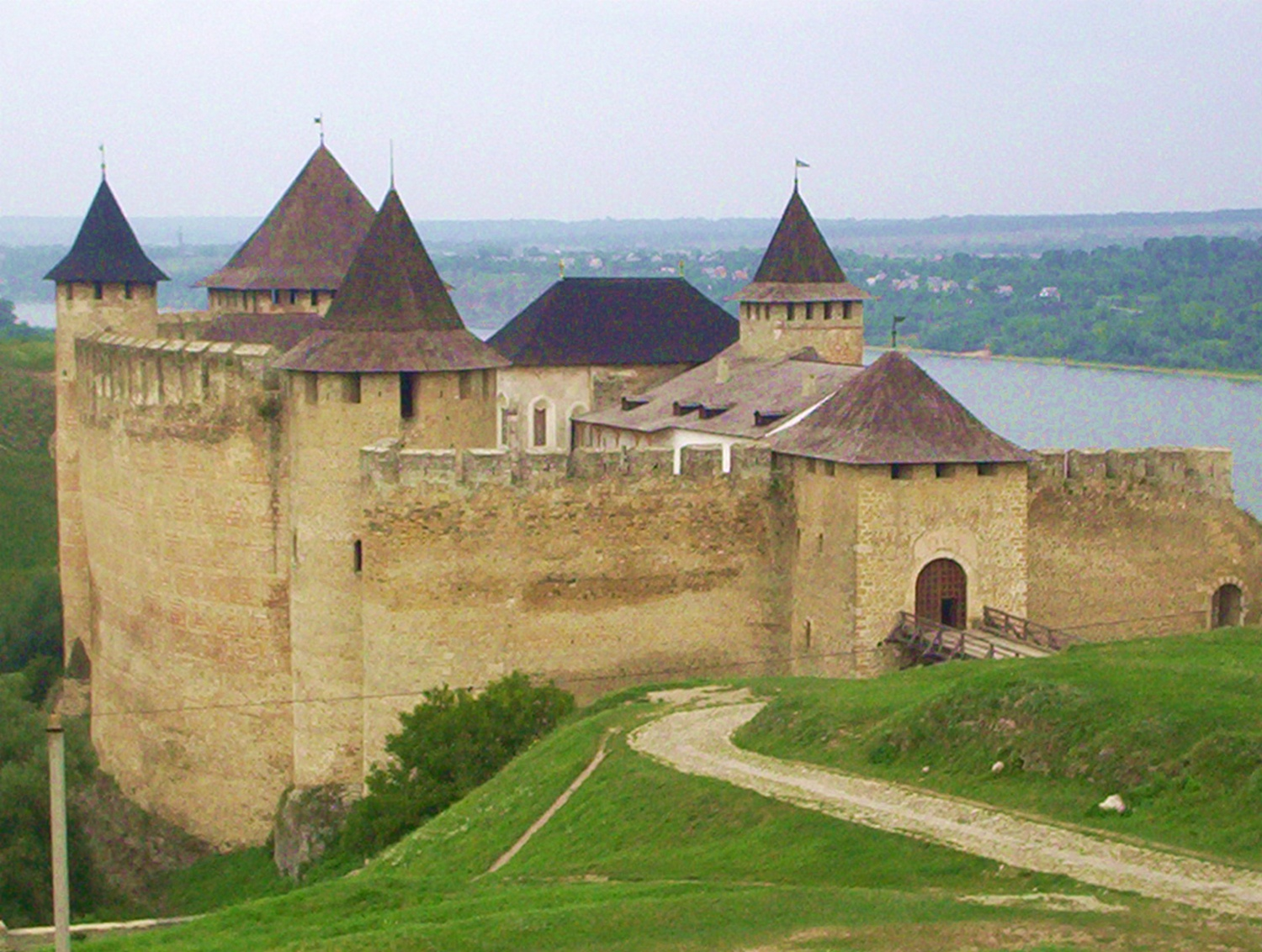
A kapu felőli oldal tornyai
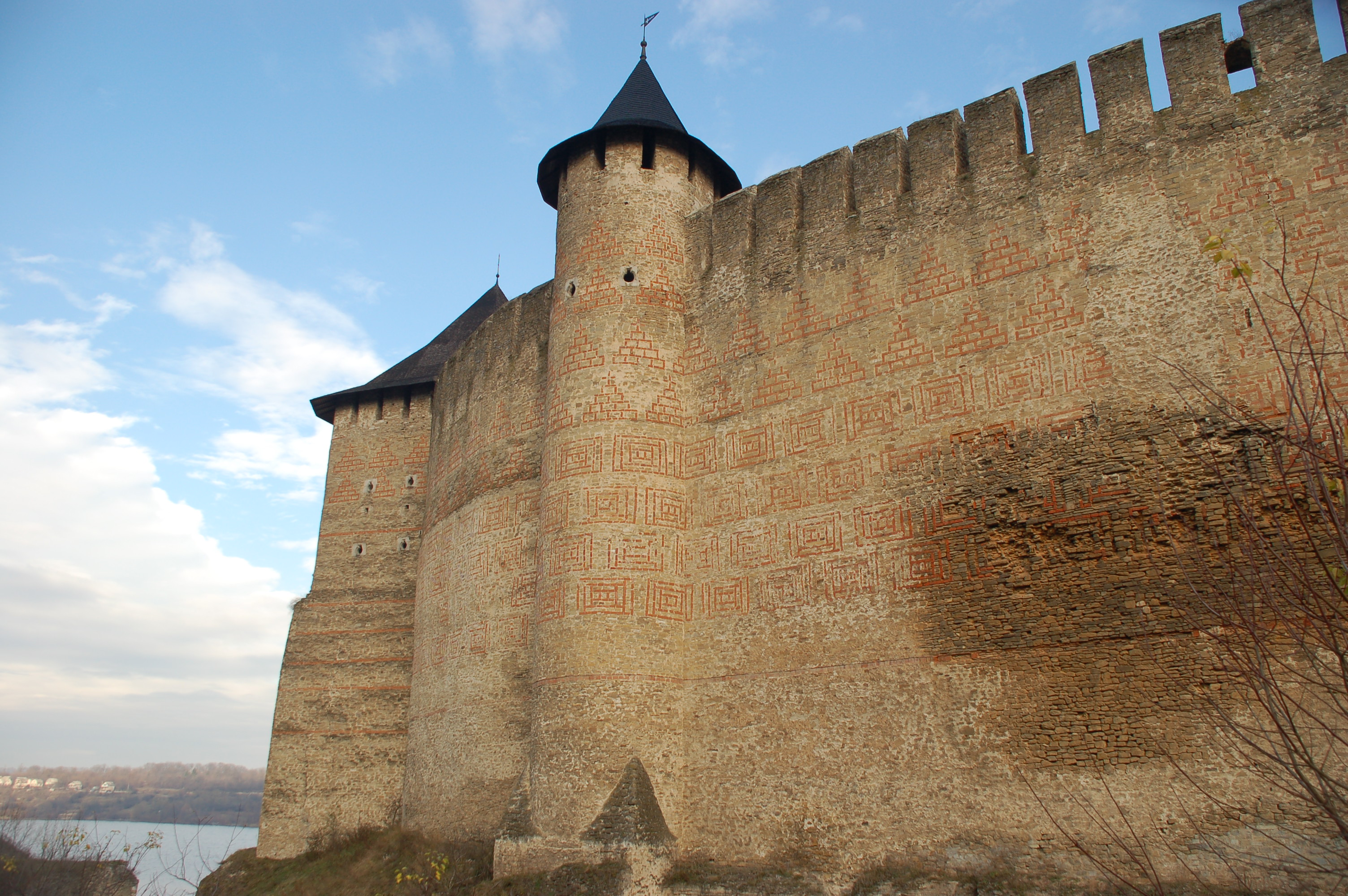
A különleges téglamintákkal díszített falak
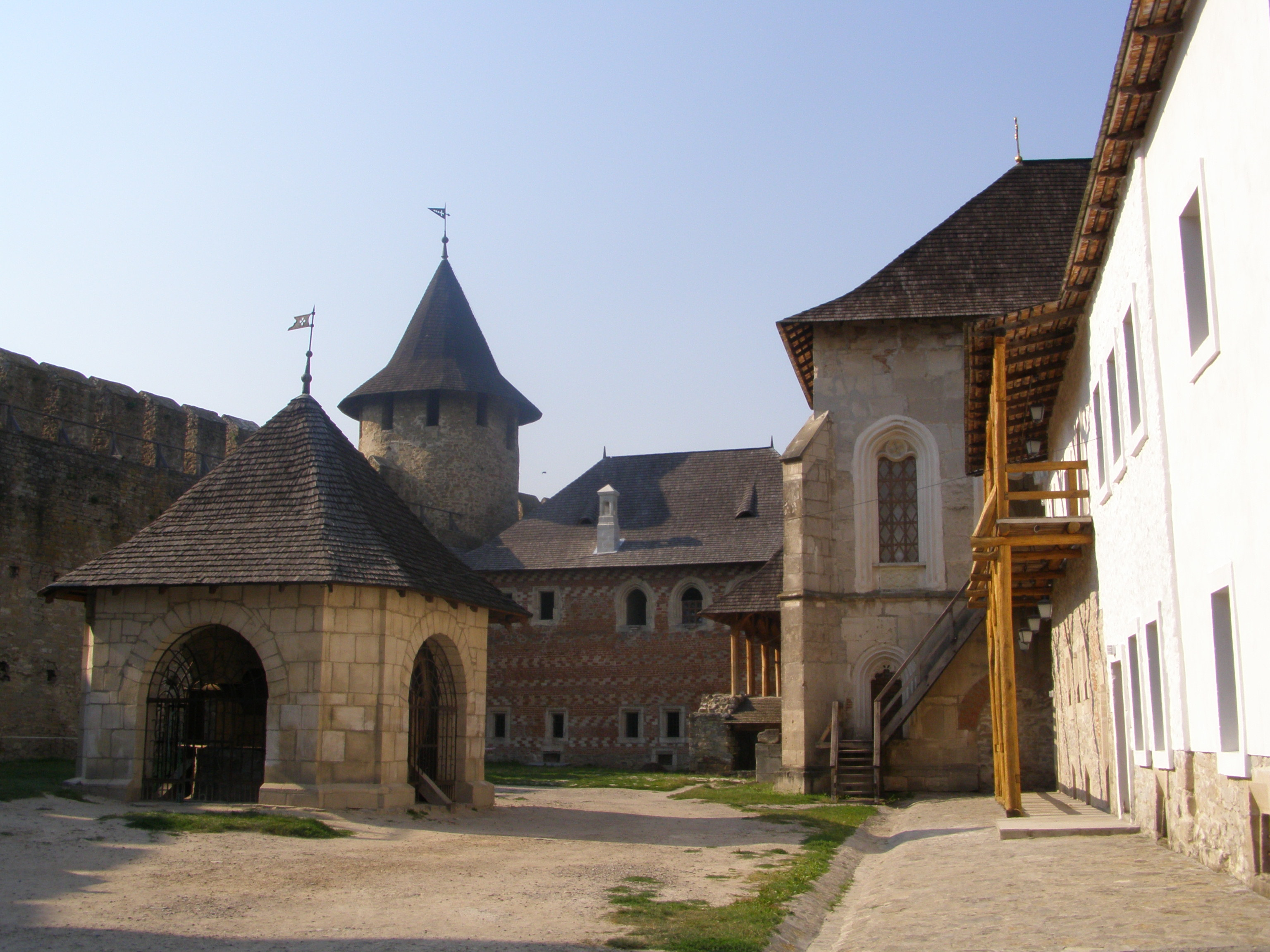
A várudvar és a kútház
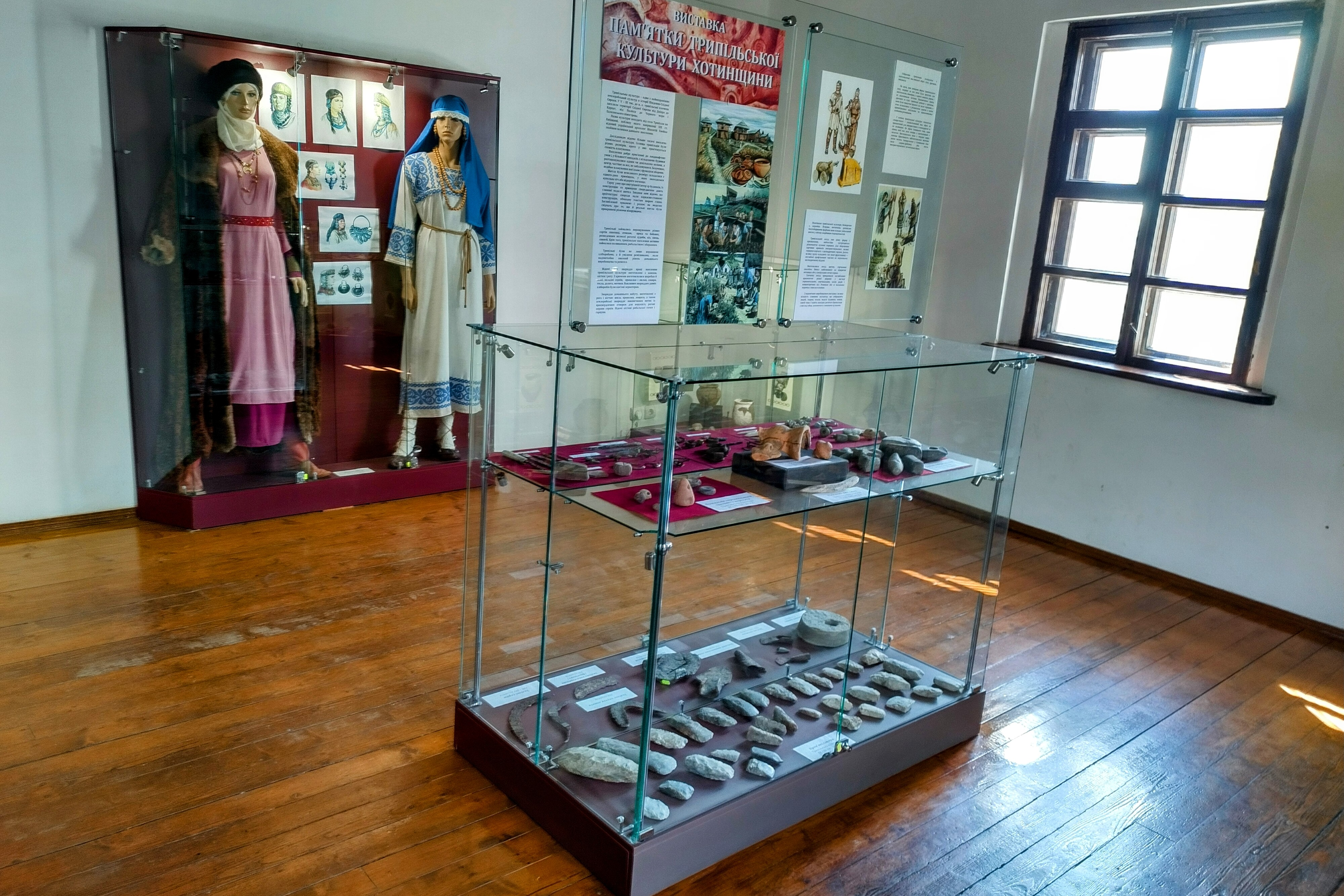
Múzeumi kiállítás a várban

## Fordítás
- Ez a szócikk részben vagy egészben  a   Khotyn Fortress című angol Wikipédia-szócikk ezen változatának fordításán alapul.  Az eredeti cikk szerkesztőit annak laptörténete sorolja fel. Ez a jelzés csupán a megfogalmazás eredetét és a szerzői jogokat jelzi, nem szolgál a cikkben szereplő információk forrásmegjelöléseként.